# Alno
Alno ist eine Marke der Höffner-Gruppe. Bis zum Jahr 2021 war Alno in Form der Neue Alno GmbH mit Sitz im baden-württembergischen Pfullendorf ein eigenständiger deutscher Küchenmöbel-Produzent; mit 2100 Beschäftigten und einem Umsatz von 522 Millionen Euro zählte die Firma noch 2015 zu den weltweit größten Küchenmöbel-Herstellern. Nach seiner Insolvenz im Oktober 2017 wurde das Unternehmen restrukturiert und neu aufgestellt. Ende September 2021 stellte es endgültig den Betrieb ein und wurde liquidiert.

## Geschichte

### Alno im 20. Jahrhundert

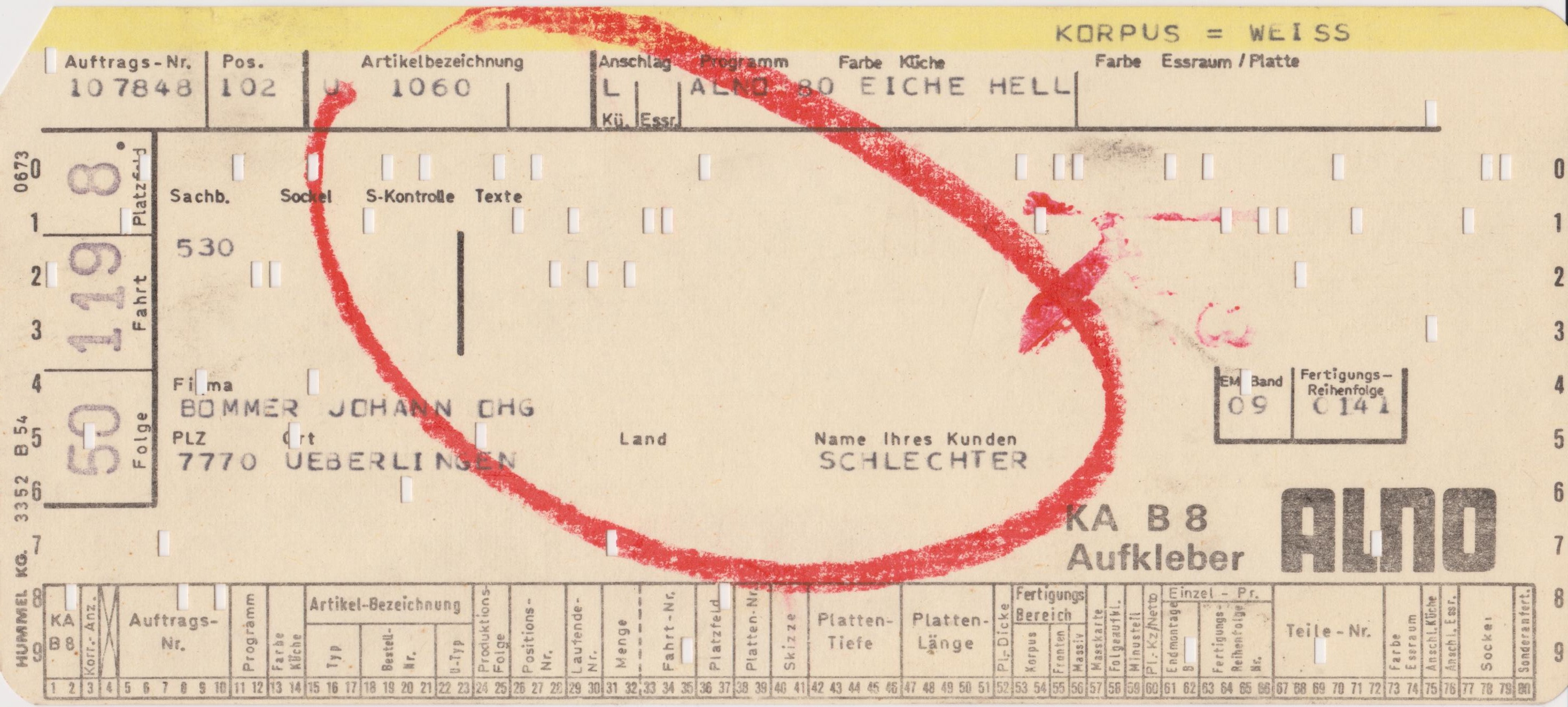
Lochkarte aus den 1970er Jahren

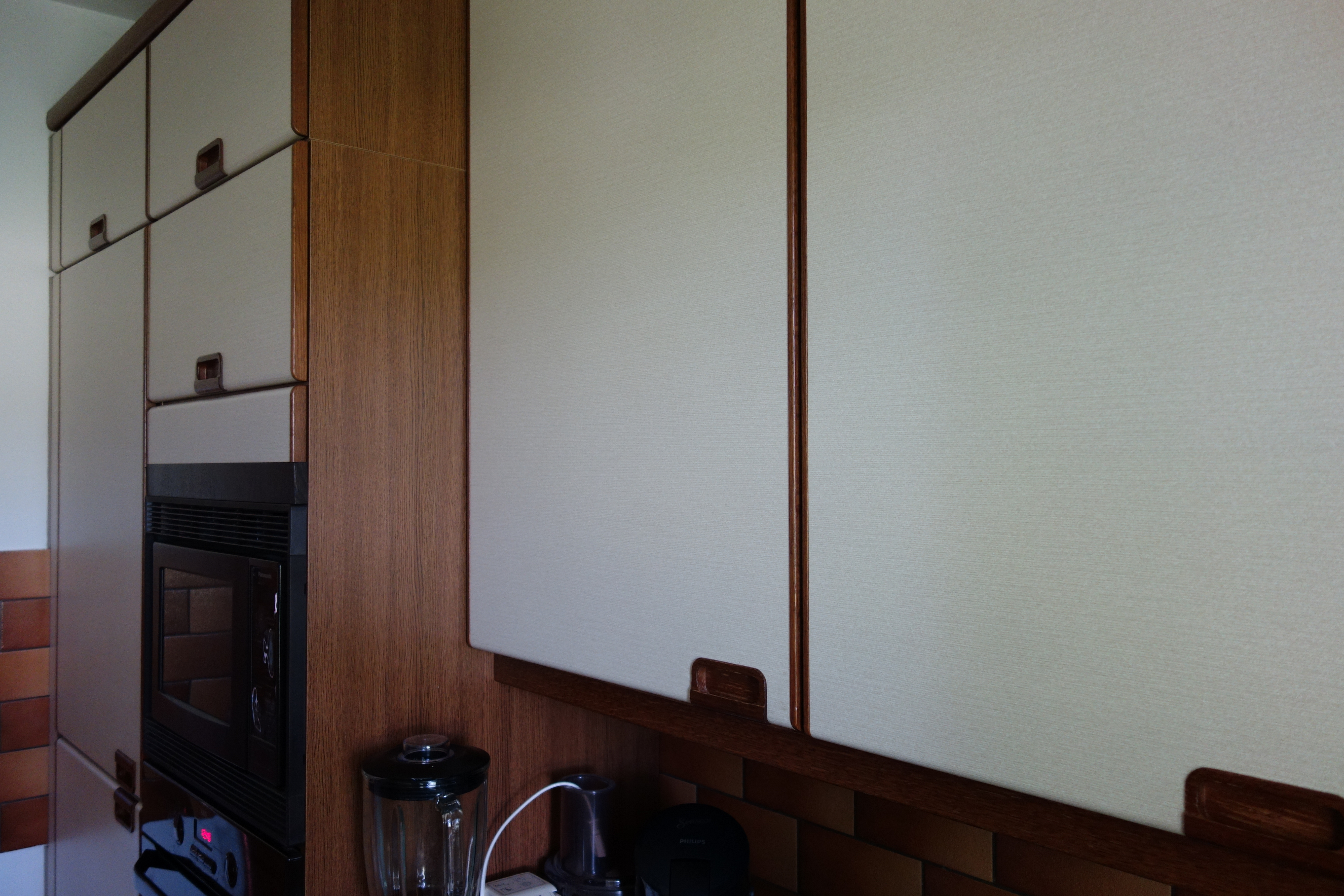
Typische Alno-Küchenzeile der 1980er Jahre

Die Wurzeln von Alno reichen ins Jahr 1927 zurück: Albert Nothdurft (1905–1997) gründete mit der Anmeldung als selbstständige Schreinerei Albert Nothdurft zum 1. Januar 1927 in Wangen bei Göppingen eine Schreinerwerkstatt. Zunächst arbeitete er im elterlichen Wohnhaus; später verkaufte er das Anwesen und zog in eine größere Werkstatt. Nach dem Zweiten Weltkrieg siedelte Nothdurft nach Pfullendorf um, weil in seiner Heimatgemeinde kein Bauland für seine Expansionspläne für die Herstellung von Küchenmöbeln zur Verfügung stand. Am dortigen Standort beschäftigte er zu Beginn bereits 50 Arbeitskräfte. Im Jahre 1958 folgte die Umfirmierung zur „Alno Möbelwerke GmbH“. Der Name Alno setzt sich aus den ersten beiden Buchstaben seines Vor- und Zunamens zusammen. Nothdurft galt als Pionier der Küchenmöbelherstellung. Er schuf 300 Arbeitsplätze in Pfullendorf; die Stadt erlebte einen starken Wirtschaftsaufschwung.
In den 1960er Jahren wuchs Alno enorm; der Umsatz stieg von 2,5 Millionen Euro im Jahr 1960 auf 35,2 Millionen Euro im Jahr 1970. Die Anzahl der Mitarbeiter stieg von 95 auf 677. Alno gründete im Zeitraum 1969 bis 1992 acht ausländische Tochtergesellschaften, darunter Alno France S.A.R.L, die N.V. Alno (Belgien), die Alno Italia S.p.A., die Alno Iberica, S.A., die Alno (Schweiz) AG, die Alno UK Ltd. und die Alno Nederland. 1970 erwarb der AEG-Konzern 51 Prozent der Anteile an der Alno Möbelwerke GmbH & Co. KG. Zwölf Jahre später löste sich die Firma wieder aus dem Verbund mit AEG. Zwischen 1990 und 1995 erfolgte dann der Aufbau der Unternehmen Impuls und Pino.
Die einstige Alno Möbelwerke GmbH & Co. KG wurde 1995 eine Aktiengesellschaft und ging an die Börse. Der Ausgabekurs der Aktie betrug 59 DM. 60,2 Prozent der Aktien blieben im Eigentum der Familie Nothdurft. Nach dem Tod des Unternehmensgründers Albert Nothdurft 1997 begann eine Berg- und Talfahrt des Unternehmens. 1999 wurde erstmals in der Geschichte von Alno 500 Millionen DM Umsatz gemacht.

### Die Restrukturierungsprogramme ab 2000
Wegen hoher Überkapazitäten begann Alno im Jahr 2000 ein Umstrukturierungsprogramm. Der damalige Aufsichtsrat ernannte erstmals einen nicht zur Familie zählenden Manager, Raimund Denk, zum Vorstandsvorsitzenden. Nach zwei Jahren folgte ihm Frank Gebert. Unter seiner Leitung fusionierte die Alno AG im Jahr 2003 mit der Casawell Service Gruppe (Wellmann, Geba, Wellpac), einem weltweit tätigen Unternehmensverbund für Einbau- und Mitnahmeküchen sowie Küchentechnik. Zugleich übernahm Alno die Gustav Wellmann KG und konzentrierte sich fortan auf sein Kerngeschäft.
Ein Jahr später richtete die Alno AG die Casawell-Gruppe neu aus, wobei es zum Verkauf küchenfremder Casawell-Beteiligungen kam. Mit dieser Restrukturierung gelang es Gebert, für das Geschäftsjahr 2004 einen Gewinn von 2,7 Millionen Euro auszuweisen. Die Gesellschaft setzte mit dem Liquiditätszufluss ihren Expansionskurs fort. Im August 2005 wurde die „Alno Middle East“ gegründet und eine Produktionsstätte in Dubai eröffnet.
Ab 2006 versuchte Gebert, die Kapitalgesellschaft neu auszurichten: Bis dato war mit 25,5 Prozent die IRE Beteiligungs GmbH, Schorndorf, die über die Bauknecht Hausgeräte GmbH der Whirlpool Greater China Inc., Benton Harbor, Michigan/USA zuzuordnen ist, größter Aktionär. Die Familie Hellwig hielt rund 21,5 Prozent des Kapitals, die Commerzbank 20,6 Prozent und die Familie Nothdurft 12,5 Prozent. 19,9 Prozent befanden sich in Streubesitz. Im Oktober 2006 übernahm der Münchner Finanzinvestor German Capital GmbH die Commerzbank-Anteile an der Alno AG. Diese wurden im Dezember 2006 mit den Papieren der Familie Hellwig in der Küchen Holding GmbH zu 42,1 Prozent gebündelt und zuvor ein Stimmbindungsvertrag mit der IRE Beteiligungs GmbH abgeschlossen, mit dem die Stimmrechte der IRE Beteiligungs GmbH an der Alno AG auf die Küchen Holding GmbH übertragen wurden. Die Küchen Holding GmbH und die IRE Beteiligungs GmbH bildeten fortan ein Investorenkonsortium.
Im Jahr 2007 wählte der Aufsichtsrat Georg Kellinghusen zum Vorstandsvorsitzenden. Er verantwortete die Ressorts Finanzen und Technik. Gleich in seinem ersten Jahr brachte er ein umfassendes Restrukturierungsprogramm mit Sofortmaßnahmen und langfristig angelegten Sanierungsaktivitäten auf den Weg. Im November 2007 erhielt Kellinghusen den Finance-Award CFO des Jahres. Einen Monat später gab er bekannt, dass er sich im Zuge des Restrukturierungsprogramms von 200 Mitarbeitern trennen wird. Gleichzeitig wurde eine Kapitalerhöhung beschlossen.
2009 wurde Jörg Deisel als Nachfolger von Kellinghusen Vorstandsvorsitzender. Deisel war zuvor bereits als Vorstand für die Ressorts Vertrieb und Produktion im Alno-Konzern beschäftigt.

### Die Restrukturierung „Alno 2013“
Im Rahmen einer Neuausrichtung des Konzerns mit dem Titel „Alno 2013“ wurde der Stammsitz des Konzerns 2010 nach Düsseldorf verlagert. Nach internen Differenzen über den Kurs des Unternehmens wurde Max Müller zum Vorstandsvorsitzenden gewählt; dieser verlegte den Sitz des Unternehmens 2011 wieder zurück nach Pfullendorf.
Das Werk in Bad Salzuflen, welches zur Tochtergesellschaft Gustav Wellmann GmbH & Co KG gehörte, wurde geschlossen. 72 Mitarbeiter, die Sockelleisten, Regalböden und andere Sonderteile fertigten, verloren ihren Arbeitsplatz.

### Entwicklung ab 2014
Durch Zukauf des Schweizer Küchenherstellers AFP Küchen AG im Jahr 2014 erhoffte sich Alno eine Steigerung von Marktanteilen und Umsatz. Um erneut eine bessere Auslastung im eigenen Werk zu erzielen, wurde die Produktion der neuen Schweizer Tochtergesellschaft stillgelegt. 100 Mitarbeiter verloren in der Schweiz ihren Arbeitsplatz, ohne dass ein einziger in Deutschland neu geschaffen wurde. Mit 2100 Beschäftigten und einem Umsatz von 522 Millionen Euro zählte die Firma 2015 zu den weltweit größten Küchenmöbel-Herstellern.
Per 30. Juni 2015 wurde das Briloner Werk Impuls Küchen GmbH an eine Tochter des südafrikanischen Steinhoff-Konzerns verkauft.

### Insolvenz (2017)
Am 12. Juli 2017 hat die Alno AG beim Amtsgericht Hechingen einen Antrag auf Eröffnung eines Insolvenzverfahrens in Eigenverwaltung gestellt.
Die übrigen Tochtergesellschaften waren nicht betroffen, außer die zwei Tochtergesellschaften (Gustav Wellmann GmbH & Co. KG und Alno Logistik & Service GmbH)
Der Antrag wurde vorläufig genehmigt. Ab Ende Juli 2017 befand sich die Schweizer Tochtergesellschaft Bruno Piatti AG in der provisorischen Nachlassstundung. Am 14. September 2017 wurde über Piatti das Konkursverfahren eröffnet. Piatti war der größte Schweizer Küchenhersteller, produzierte aber seit 2014 am Alno-Standort in Pfullendorf. Nach der Insolvenz des Mutterunternehmens hatten deshalb Lieferschwierigkeiten zu Problemen auch bei der Tochter geführt.
Ende August 2017 beantragte Alno, die Eigenverwaltung aufzuheben. Der bisherige gerichtlich bestellte Sachwalter Martin Hörmann wurde daraufhin zum vorläufigen Insolvenzverwalter bestellt. Das Insolvenzverfahren wurde Anfang Oktober 2017 eröffnet. Rückwirkend zum 1. Oktober 2017 erfolgte der Verkauf pino Küchen GmbH an eine Investorengruppe unter Beteiligung von Nobilia. Am 26. Oktober 2017 stimmte das Kartellamt den Verkauf zu.
Alle 229 Arbeitsplätze blieben erhalten. Mit dem Pino-Verkaufserlös entspannt sich die finanzielle Lage beim insolventen Alno-Konzern, wodurch noch keine Kündigung im Mutterkonzern ausgesprochen werden mussten – die „Belegschaft sollte vorerst gehalten werden“.
Für die Tochter Gustav Wellmann GmbH & Co. KG konnte kein Käufer gefunden werden und so erfolgte am 12. Oktober die Einstellung des Geschäftsbetriebs mit der Freistellung aller 400 Mitarbeiter „bis auf ein Team für insolvenzspezifische Abwicklungsaufgaben“.
Da die Investorensuche erfolglos blieb, wurde am 24. November 2017 die Einstellung des Geschäftsbetriebes bekanntgegeben.
Nach ihrer Insolvenz stellte Alno, welche zu diesem Zeitpunkt noch über die Alno AG geführt wurde, im Oktober 2017 den Geschäftsbetrieb ein. Aus Teilen der Insolvenzmasse entstand die Neue Alno GmbH, die mit Teilen der alten Belegschaft im März 2018 die Möbelproduktion wieder aufgenommen hatte; Mitte Dezember 2017 hatte die britische Investmentgesellschaft RiverRock European Capital Partners für rund 20 Millionen Euro wesentliche Teile des Unternehmens Alno, darunter Maschinen, Grundstücke und Markenrechte übernommen.
RiverRock, an der auch Roland Berger und der ägyptische Milliardär Naguib Sawiris beteiligt sind, gehörte zu den Alno-Gläubigern und hatte bereits im September 2017 ein Massedarlehen von 6 Millionen Euro gewährt.
Anfang Juli 2021 beantragte die Neue Alno GmbH ein vorläufiges Insolvenzverfahren in Eigenverwaltung, Im September 2021 wurde das Betriebsgelände und die Marke Alno an ein Unternehmen der Vierhaus-Gruppe verkauft. Ende September 2021 stellte sie den Betrieb ein – das Unternehmen wurde liquidiert.

## Ehemalige Alno AG
Geschäftsführung
- 05/2000 bis 2002: Raimund Denk
- 2002 bis 2007: Frank Gebert
- 2007 bis 2009: Georg Kellinghusen
- 2009 bis 2011: Jörg Deisel
- 04/2011 bis 05/2017: Max Müller[38]
- 06/2017 bis zur Insolvenz: Christian Brenner[38]

Mitarbeiter
Ende 2015 zählte der Alno-Konzern 2100 Mitarbeiter.

### Aktionärsstruktur
Im Januar 2010 gab es Veränderungen bei den Anteilseignern der Kapitalgesellschaft: Die IRE Beteiligungs GmbH, die bislang mit 19,5 Prozent am Küchenmöbelhersteller Alno AG beteiligt war, verkaufte zum 18. Dezember 2009 6,2 Prozent ihrer Anteile an die Küchen Holding GmbH, sodass diese ihren Anteil an der Alno AG auf 67,3 Prozent erhöhen konnte. Die Anteile der IRE Beteiligungs GmbH verringerten sich auf 12,41 Prozent. Da die Stimmrechte der IRE Beteiligungs GmbH an der Alno AG bereits 2006 an die Küchen Holding GmbH übertragen worden waren, handelte es sich bei dem Aktienkauf nur um eine Verschiebung der Kapitalanteile, denn der Gesamtanteil des Investorenkonsortiums betrug unverändert 79,7 Prozent.
Zuvor hatte zum 23. Oktober 2009 die Universal Investment GmbH ihre Aktien am Alno-Konzern an den Ersten Private Investmentclub Börsebius Zentral (GbR) mit Sitz in Köln verkauft. Durch einen Aktientausch gingen diese von der Muttergesellschaft an die 75-Prozent-Tochtergesellschaft, die ABAG Aktienmarkt Beteiligungs AG. Diese hielt demnach nun 10,66 Prozent der Stimmen. Ein Vergleich zeigt die Veränderung der Verhältnisse (Stand 18. Dezember 2009): Küchen Holding GmbH: 67,29 Prozent (zuvor: 61,1 Prozent), IRE Beteiligungs GmbH: 12,41 Prozent (zuvor: 18,6 Prozent), ABAG Aktienmarkt Beteiligungs AG: 10,66 Prozent, Streubesitz: 9,64 Prozent.
Mit Stand 30. Juni 2010 gehörten 62,9 Prozent der Alno-Aktien der ‚Küchen Holding GmbH‘, 18,6 Prozent der IRE Beteiligungs GmbH und 9,69 Prozent der ‚ABAG Aktienmarkt Beteiligungs AG‘, einem privaten Investmentclub. Die übrigen 8,77 Prozent der Aktien waren in Streubesitz.
Mit Stand Juli 2017 verfügte die zur Prevent-Gruppe der Familie Hastor zählende Tahoe Investors GmbH über gut 43 % der Stimmrechte und war damit der größte Alno-Aktionär.

### Konzernstruktur
Marken und Standorte

Der Konzern- und Verwaltungssitz des Küchenmöbelkonzerns Alno AG befand sich in Pfullendorf. Unter dem Dach des Konzerns firmierten fünf Marken. Die Marktsegmentierung erfolgte dabei in vier verschiedene Preissegmente und unterschiedlicher Marktpositionierung:
| Konzernmarke | Konzernmarke | Preissegment |
| ------------ | ------------ | ------------ |
| Alno         | Alno         | Hochpreis    |
| ALNOinox     | ALNOinox     | Hochpreis    |

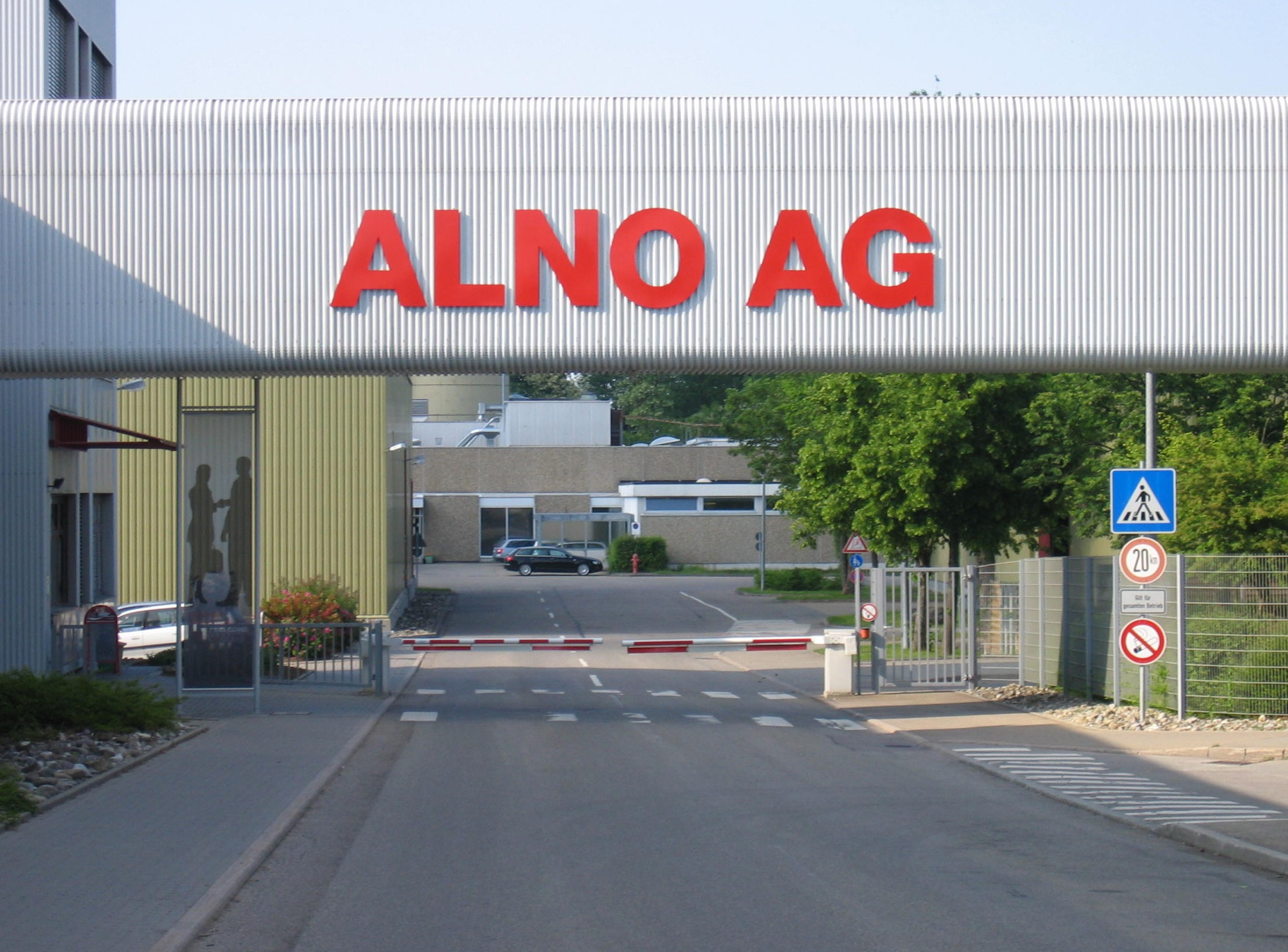
Die Alno AG am Standort Pfullendorf

Alno produzierte in den Fabriken in Pfullendorf die „Alno Markenküchen“.
Ehemalige Tochterunternehmen der Alno AG, die in Deutschland produzieren, waren:
- Geba Möbelwerke GmbH in Löhne, Kreis Herford, Nordrhein-Westfalen – Verbleib: Verkauf (wirtschaftlich zum 1. Januar 2007), Insolvenz (8. März 2010)
- wellpac Möbelwerke GmbH in Hiddenhausen, Kreis Herford, Nordrhein-Westfalen – Verbleib: Verkauf (wirtschaftlich zum 1. Juli 2005), Insolvenz (27. März 2006)
- Bruno Piatti AG, Alno verlagerte Produktion nach Pfullendorf. (Insolvenz 14. September 2017).
- Gustav Wellmann GmbH & Co. KG in Enger, Kreis Herford, Nordrhein-Westfalen (Alno verlagerte sein Hauptwerk von Pfullendorf dorthin) (Insolvenz, Einstellung Produktion Dezember 2017)
- pino Küchen GmbH in Coswig-Klieken, Landkreis Wittenberg, Sachsen-Anhalt. Verkauf rückwirkend zum 1. Oktober 2017 an Investorengruppe mit Nobilia-Beteiligung.

Ausland

Die Alno AG hatte Handelspartner in 64 Ländern.
Für die Märkte Schweiz, Großbritannien und USA gab es eigene Vertriebsgesellschaften.

### Unternehmensentwicklung in Zahlen
Die im Alno-Konzern weltweit Beschäftigten (Anzahl Mitarbeiter ohne Auszubildende):
| Jahr | Beschäftigte | Beschäftigte |
| Jahr | im Mittel    | am 31. Dez.  |
| ---- | ------------ | ------------ |
| 1997 | 2836         | 000n.v.      |
| 2002 | 1867         | 1851         |
| 2007 | 2428         | 2314         |
| 2008 | 2010         | 1853         |
| 2009 | 1885         | 1900         |
| 2010 | 1840         | 1787         |
| 2011 | 1806         | 1845         |
| 2012 | 1856         | 1926         |
| 2013 | 1897         | 1875         |
| 2014 | 2301         | 2289         |
| 2015 | 2199         | 2099         |

| Jahr | Umsatzerlöse | Bilanzsumme |
| ---- | ------------ | ----------- |
| 1997 | 456          | 192         |
| 2002 | 396          | 182         |
| 2007 | 602          | 228         |
| 2008 | 511          | 198         |
| 2009 | 493          | 165         |
| 2010 | 468          | 158         |
| 2011 | 453          | 160         |
| 2012 | 446          | 168         |
| 2013 | 395          | 181         |
| 2014 | 546          | 285         |
| 2015 | 521          | 290         |

2015 machte Alno 44 Prozent ihres Umsatzes in Deutschland und 56 Prozent im Ausland.

## Neue Alno GmbH
Im Dezember 2017 erfolgt die Übernahme wesentlicher Vermögensgegenstände der insolventen Alno AG im Wege eines Asset Deal durch den britischen Finanzinvestor RiverRock European Capital Partners.
Geschäftsführung
- 12/2017 bis 07/2018: Andreas Sandmann[59]
- 12/2017 bis 12/2019: Thomas Kresser
- Nach 01/2020: Michael Spadinger (CEO) / Jochen Braun (CFO)

Mitarbeiter
Im dritten Quartal 2018 zählte die Neue Alno GmbH rund 320 Mitarbeiter am Standort in Pfullendorf. Zur Insolvenzanmeldung Mitte 2021 waren es noch 230.
Anfang Juli 2021 musste auch die neue Firma Insolvenz anmelden. Am 7. September 2021 wurde bekannt gegeben, dass die Neue Alno GmbH und die BBT Bodensee Bauteile GmbH mit Ende September 2021 den Betrieb einstellen werde. Das Unternehmen wurde liquidiert.

## Marke
Bis September 2021 war der britische Finanzinvestor RiverRock European Capital Partners Eigner der Marke Alno und des Unternehmens Neue Alno GmbH. Am 21. September 2021 sicherte sich der aus Rees (NRW) stammende Tischhersteller Vierhaus (Vieco) das Pfullendorfer Industriegelände und die Markenrechte von Alno. Kurz darauf wurde die Marke Alno im Dezember 2021 erneut verkauft, diesmal an den Unternehmer Kurt Krieger mit seiner Höffner-Gruppe. Im März 2022 wurde bekannt, dass die Alno Küche bei Häcker Küchen produziert wird.

## Sponsoring
Bis 2008 war Alno Hauptsponsorin des Fußball-Regionalligisten SC Pfullendorf; von 2005 bis 2008 hieß das „Pfullendorfer Waldstadion“ „Alno-Arena“ (heute „Geberit-Arena“). Von 2008 bis 2010 war die Alno Hauptpartnerin der deutschen Fußballnationalmannschaft der Frauen.